# Wiedenborstel
Wiedenborstel est une commune allemande de l'arrondissement de Steinburg, Land de Schleswig-Holstein.

## Géographie
Wiedenborstel se situe dans le parc naturel d'Aukrug, son territoire est essentiellement composé de grandes forêts. Le Wegebek traverse la commune.

## Démographie
Au 31 décembre 2013, Wiedenborstel est la quatrième plus petite commune d'Allemagne par le nombre d'habitants, après Gröde, Dierfeld et Hisel.

## Source, notes et références
- (de) Cet article est partiellement ou en totalité issu de l’article de Wikipédia en allemand intitulé « Wiedenborstel » (voir la liste des auteurs).